# Gypsophila laricina
Gypsophila laricina är en nejlikväxtart som beskrevs av Johann Christian Daniel von Schreber. Gypsophila laricina ingår i släktet slöjor, och familjen nejlikväxter. Inga underarter finns listade i Catalogue of Life.